# Finlandia en los Juegos Olímpicos de Roma 1960
Finlandia estuvo representada en los Juegos Olímpicos de Roma 1960 por un total de 117 deportistas que compitieron en 14 deportes.  
El portador de la bandera en la ceremonia de apertura fue el atleta Eeles Landström.

## Medallistas
El equipo olímpico finlandés obtuvo las siguientes medallas:
| Nombre                      | Deporte            | Competición                    |
| --------------------------- | ------------------ | ------------------------------ |
| Oro                         |                    |                                |
| Eugen Ekman                 | Gimnasia artística | Caballo con arcos M            |
| Plata                       |                    |                                |
| Pentti Linnosvuo            | Tiro               | Pistola rápida de fuego 25 m M |
| Bronce                      |                    |                                |
| Eeles Landström             | Atletismo          | Salto con pértiga M            |
| Jorma Limmonen              | Boxeo              | Pluma (57 kg) M                |
| Veli Lehtelä Toimi Pitkänen | Remo               | Dos sin timonel (M2-) M        |